# Herculano Anghinetti
Herculano Anghinetti (Belo Horizonte, 25 de abril de 1960) é um empresário e político brasileiro, ex-deputado federal por Minas Gerais por 3 mandatos, secretário de Turismo do Estado e vice-presidente da Companhia de Saneamento de Minas Gerais. Na área privada, atuou como presidente da Associação Brasileira da Indústria de Refrigerantes e Bebidas Não Alcoólicas e da Adial Brasil.
Recentemente, defendeu publicamente o Kit Covid para tratamento da COVID-19.